# Bolt (film)
Bolt är en amerikansk datoranimerad familjefilm av Walt Disney Animation Studios regisserad av Byron Howard och Chris Williams. Filmen hade amerikansk biopremiär den 21 november 2008 och svensk premiär den 6 februari 2009 där den i utrustade biografer visades i digital 3D.
Filmen följer historien om den vita schäferhunden Bolt som i tidig ålder lurats att tro att han bemästrar onaturliga superkrafter med mandat att skydda sin matte Penny. Detta för att ett egennyttigt filmbolag ska kunna använda hunden i inspelningen av en populär TV-serie. När Bolt en dag lyckas rymma från inspelningsstudions fiktiva filmvärld måste han anpassa sig till den tuffa verkligheten.
Filmen använder sig av röstskådespelare, bland andra John Travolta och Miley Cyrus, och producerades av John Lasseter, känd från sin karriär som manusförfattare åt Pixar Animation Studios. Tillika var Bolt den första datoranimerade filmen med stöd för digital 3D och filmen nominerades med en "Oscarsnominering för bästa animerade långfilm" efter sin debut i USA. Dock förlorade den till filmen WALL-E.

## Handling
Bolt är en vit schäfer som råkar vara en stor TV-stjärna. Han spelar en roll med samma namn i en actionserie där han bemästrar superkrafter och slåss med bovar. Hunden lyckas dock en dag rymma från sin filmstudio i Hollywood ut i den fria världen som han aldrig tidigare skådat. Förvirrad av handlingen från TV-serien han spelat i tror han att den fiktiva handlingen han växt upp med faktiskt är en verklighet. Bolt hamnar av misstag i en fraktkartong och skeppas därmed hela vägen till New York. I tron att hans kära ägare och medspelare i TV-serien Penny är tillfångatagen av en ondskefull organisation beger han sig ut på ett crosscountry-äventyr genom hela Nordamerika på väg tillbaka till Hollywood. Med sig på vägen har han en pessimistisk svart katt, Strumpan (Mittens på engelska) samt en hyperaktiv hamster i en plastboll vid namn Roffe (Rhino på engelska). På sin långa väg genom Amerika lär sig Bolt att livet är tuffare än vad han trott samt att superkrafter är något han inte alls besitter.

## Produktion
Originalidén till filmen hette American Dog. Filmen berättade en liknande historia om en pokerspelande skådespelare och tillika hunden Henry som en dag vaknar upp i Nevadaöknen tillsammans med en radioaktiv kanin. Den idén kom från producenten bakom Disneys Lilo & Stitch, Chris Sanders. Idén imponerade dock inte alls på John Lasseter, kreativ chef för både Disney och Pixar. John Lasseter sopade idén. Han påbörjade istället ett större, mer ambitiöst projekt där han istället satte Chris Williams och Byron Haword bakom ledningen. Filmen skulle handla om en vit hund vid namn Bolt och den skulle vara datoranimerad.
För att konkurrera ut Pixar valde Walt Disney Animation Studios att animera hela filmen i revolutionerande 3D-miljöer. I klarspråk innebär det att alla karaktärer och miljöer faktiskt är 3-dimensionella liksom i ett datorspel. Animeringsteamet väljer sedan var kameravinkeln ska ligga för att få de bästa bilderna i scenarium. Filmen kan ses i 3D-format samt i klassisk upplösning.
Mycket av tema-inspirationen till filmen kommer från målningar av Edward Hopper.

## Rollista (urval)
| Roll                       | Engelsk röst       | Svensk röst        |
| -------------------------- | ------------------ | ------------------ |
| Bolt                       | John Travolta      | Rennie Mirro       |
| Penelope "Penny" Forrester | Miley Cyrus        | Emelie Clausen     |
| Strumpan                   | Susie Essman       | Sussie Eriksson    |
| Roffe                      | Mark Walton        | Fredde Granberg    |
| Dr. Calico                 | Malcolm McDowell   | Mikael Alsberg     |
| Regissören                 | James Lipton       | Måns Herngren      |
| Duvan Vinnie               | Lino DiSalvo       | Özz Nûjen          |
| Duvan Bobby                | Tim Mertens        | Jakob Öqvist       |
| Duvan Joey                 | Todd Cummings      | Johan Wahlström    |
| Duvan Louie                | Daran Norris       | Janne Westerlund   |
| Duvan Blake                | Nick Swardson      | Nick Atkinson      |
| Duvan Tom                  | J. P. Manoux       | Kim Sulocki        |
| Duvan Billy                | Dan Fogelman       | Adam Giertz        |
| Mrs. Forrester             | Grey DeLisle       | Ing-Marie Carlsson |
| Unga Penny                 | Chloë Grace Moretz | Filippa Alm Nylén  |
| Ester                      | Kelly Hoover       | Annica Smedius     |

- Övriga röster – Andreas Rothlin Svensson, Annika Barklund, Charlotte Ardai Jennefors, Daniel Sjöberg, Eva Röse, Fredrik Dolk, Fredrik Hiller, Fredrik Nordström, Jamil Drissi, Jan Åström, Jesper Adefelt, Kristian Ståhlgren, Lars Dejert, Ole Ornered, Per Johansson, Peter Sjöquist, Steve Kratz, Tilda Järnblad, Vendela Palmgren, Vicki Benckert
- Sångare – Sussie Eriksson
- Dialogregissör – Maria Rydberg
- Sånginstruktör – Joakim Jennefors
- Översättare – Vicki Benckert
- Inspelningstekniker – Fredrik Söderström, Magnus Veigas
- Svensk version producerad av Disney Character Voices International, Inc.[2]

## Musik
Originalmusiken till filmen är skriven av John Powell.

## Mottagande
Filmen fick mycket bra mottagande hos filmkritiker. Webbplatsen Rotten Tomatoes meddelade att 89 procent av alla professionella filmkritiker prisade filmen. Filmen fick dessutom två Oscarsnomineringar. 

### Recensioner i Sverige
- Aftonbladet – 3/5 [4]
- Expressen – 2/5 [5]
- Metro 3/5 [6]
- Svenska Dagbladet 4/6 [7]
- Sydsvenskan 4/5 [8]
- Nyhetsmorgon 3/5 [9]
- Gomorron Sverige 3/5 [10]